# Yigal Tumarkin
Yigal Tumarkin, en hebreo: יגאל תומרקין (Dresde; 23 de octubre de 1933-Tel Aviv; 12 de agosto de 2021), fue un pintor y escultor israelí, ganador del Premio Israel en 2004.

## Biografía

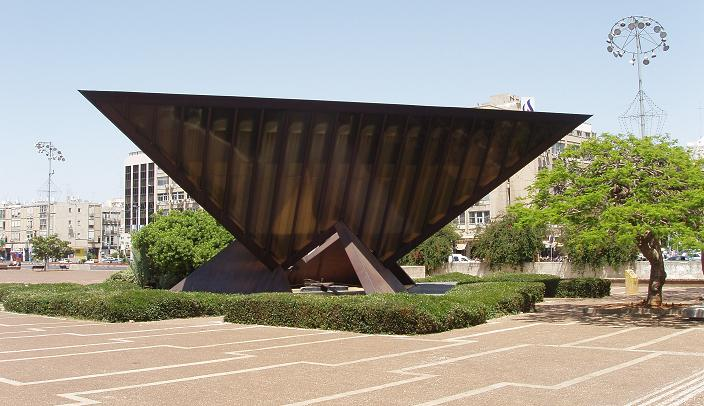
Monumento "Lashoa velagvora" en Tel Aviv, que conmemora el Holocausto (1974)

Yigal Tumarkin, nació con el nombre de Peter Martin Gregor Heinrich Hellberg en Alemania. A la edad de dos años, emigró con su madre al entonces Mandato británico de Palestina, actual Israel. su madre se volvió a casar con Herzl Tumarkin y se cambió su apellido.
Tumarkin sirvió en la Marina israelí y al acabar su servicio militar aprendió escultura en Ein Hod, una ciudad de artistas en el Monte Carmelo.
Es especialmente conocido por la escultura del holocausto en la plaza central de Tel Aviv (Plaza de Rabin) y por varias esculturas situadas en el Neguev.
Se casó con Maya Biton en 1963, después de dos años de noviazgo. Tuvo una hija en 1966, Orna Tumarkin, que actualmente es una abogada israelí. Se divorciaría de Maya en 1968.
En 1971, conocería a Naama Katz en una fiesta, y empezaron a salir a fines de ese año. Se casaron en 1973 y tuvieron un hijo en 1976, Dor Tumarkin y uno segundo, Yon Tumarkin en 1979. Yon cuenta que le encantaba ayudar a su padre en sus trabajos manuales al lado de su hermano de pequeño, y Yigal creía que se convertiría en arquitecto o un escultor. En 1985, estalló una guerra que provocó que la familia Tumarkin perdiera su hogar y el negocio de Yigal, mudándose a Estados Unidos en una apartamento alquilado. Fue una época bastante difícil, ya que Yigal tuvo que salir a vender comida callejera y el saldo de Naama como dentista era muy bajo. Luego en 1988, Yigal pudo crear su propia empresa y recuperó un gran puesto como escultor y pintor.
En 1992, él y Naama se divorciarían y se mudó a Nueva Jersey.

## Arte público y al aire libre
Tumarkin ha creado más de 80 esculturas al aire libre en Israel y en todo el mundo.
- Monumento en el Moav Outlook en Arad, Israel
- Escultura conmemorativa del Holocausto en Tel Aviv
- 1962-68 "Panorama", hormigón y acero, Arad, Israel
- 1962-69 "Era de la ciencia", concreto y acero, Dimona.
- 1963 "Vibraciones A y B", concreto, Kiryat Yam y "Ventana al mar", concreto, Atlit
- 1964-65 "Monumento al Holocausto", hormigón y acero, Nazaret.
- 1966 "Memorial de la Paz", Hebron Road, Jerusalén
- 1968 "Gran Jefe", ensamblaje de tanques pintados, Kiryat Shmona
- 1969-71 "Guerra y paz", acero y piedra, Ramat-Gan.
- 1970 "Keystone Gate", acero pintado, Jerusalén.
- 1970 "Homenaje a Durero, acero pintado, Haifa.
- 1971 "Homenaje a Jerusalén", Givat Shapira
- Jardín de esculturas de 1971, calle Weizmann 61, Holon
- 1971-75 "Monumento al Holocausto y Renacimiento", corten y vidrio, Tel Aviv
- 1972 "Happenings and Homage to Kepler", acero concreto y pintado, Universidad de Tel Aviv, Tel Aviv; "Sundial Garden", concreto, Ashkelon; y * * * "Monumento a los Caídos", concreto pintado de blanco y acero, Jordan Valley
- 1972-73 "Monumento del aeropuerto", acero pintado, Lod
- 1973 "Desafío al sol", Ramot Alon, Jerusalén
- 1989 Homenaje a Robert Capa, Pozoblanco, España.
- 1989 La Liberté, Burdeos, Francia
- 1991 Bertolt Brecht , Jardín del Museo de Berlín
- 1992 "Jerusalén - Tres religiones", Monte Scopus , Jerusalén
- 1993 Semaphore, Weizmann Institute of Science , Rehovot
- 1993 Mis siete pilares de la sabiduría, Museo al aire libre Hakone , Japón
- 1994-96 El jardín de esculturas de Belvoir (Kochav HaYarden)
- 1997 Memorial para Yitzhak Rabin, Museo Ramat Gan
- 2000 Abu Nabut Garden, Jaffa

## Premios y reconocimientos
- Primer premio de 1963 para la batalla de Hulaykat Monument
- 1968 El Premio Sandberg de Arte Israelí, Museo de Israel, Jerusalén, Israel.
- 1968 Primer Premio de Memorial a los Marineros, Haifa
- 1971 Primer Premio para el Memorial por "Holocausto y Renacimiento", Tel Aviv
- 1978 Primer Premio en la Bienal de Dibujo, Reike.
- 1984 Premio del Presidente de la República Italiana.
- Premio Dizengoff de escultura de 1989
- 1990 Invitado de la Fundación Japón
- 1992 Premio August Rodin, Concurso Internacional de Escultura del Museo Abierto, Hakone, Japón, por su escultura del cartel en la entrada al campo de concentración de Auschwitz Arbeit Macht Frei.
- Premio a la Excelencia 1997, el presidente de la República Federal de Alemania
- Premio Sussman 1998, Viena
- 2004 Premio Israel de escultura

## Fallecimiento
Yigal Tumarkin murió en su casa en Tel Aviv, el 12 de agosto de 2021 a los ochenta y siete años.